# Arsac-en-Velay
Arsac-en-Velay é uma comuna francesa na região administrativa de Auvérnia-Ródano-Alpes, no departamento de Alto Loire. Estende-se por uma área de 12,08 km². Em 2010 a comuna tinha 1 228 habitantes (densidade: 101,7 hab./km²).